# Quintanilla del Agua y Tordueles
Quintanilla del Agua y Tordueles est une commune d'Espagne dans la communauté autonome de Castille-et-León, province de Burgos. Elle s'étend sur 35,79 km2 et comptait environ 513 habitants en 2011.